# Euryglossa victoriae
Euryglossa victoriae är en biart som beskrevs av Cockerell 1910. Euryglossa victoriae ingår i släktet Euryglossa och familjen korttungebin. Inga underarter finns listade i Catalogue of Life.

## Bildgalleri

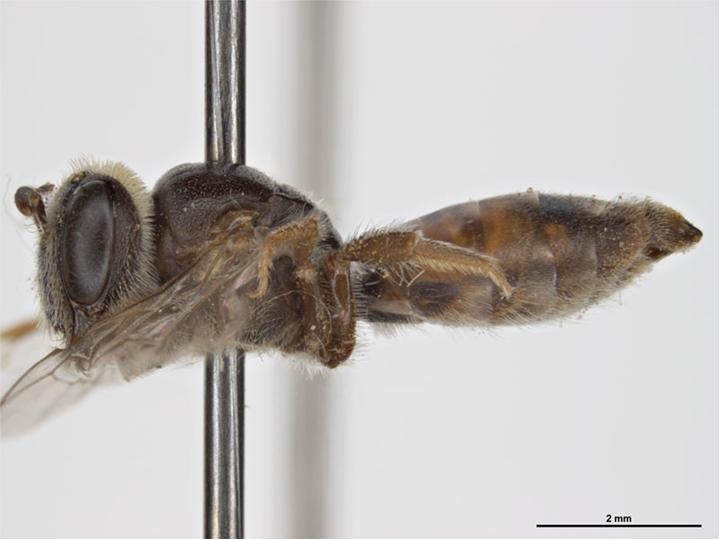
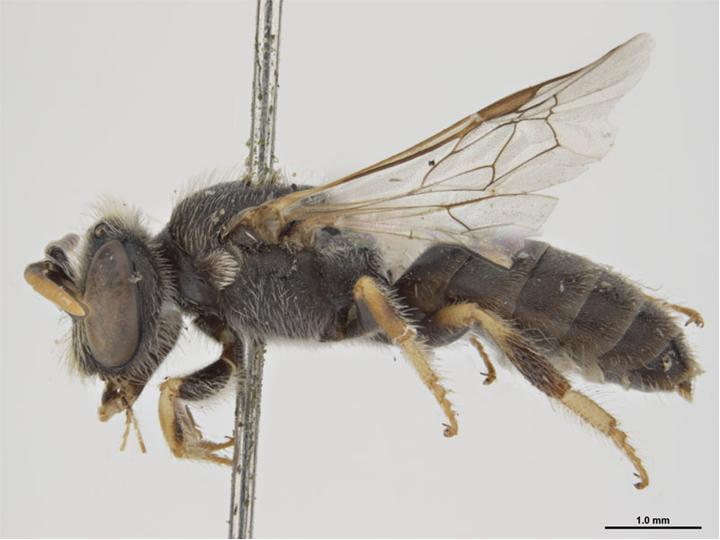